# Sydney Football Club
Il Sydney Football Club è un club calcistico australiano con sede nella città di Sydney.
Milita nella A-League Men, la massima divisione del campionato australiano di calcio.
Fondato il 1º novembre 2004, fin dall'inizio il Sydney F.C. ha attratto giocatori e personalità di spicco, come l'attore Anthony LaPaglia, l'ex-Manchester United Dwight Yorke, e Pierre Littbarski allenatore nella prima stagione. Giocatori quotati come Benito Carbone, Kazuyoshi Miura, Douglas Costa e l'ex capitano della Juventus, Alessandro Del Piero, hanno fatto parte della squadra.
Si è aggiudicato cinque campionati australiani (2006, 2010, 2017, 2019 e 2020), quattro Premier's Plate e due Australia Cup (2017 e 2023); a livello internazionale ha vinto la Champions League oceaniana nel 2005.

## Storia
Il club fu presentato a ottobre 2004, in coincidenza con la nascita della A-League quale vertice del calcio australiano e la ristrutturazione dell'organismo di governo nazionale del calcio in Football Federation Australia; l'impianto interno di elezione fu il Sydney Football Stadium, struttura di circa 44000 posti costruito nel 1988 e utilizzato in coabitazione con la franchise rugbistica degli Waratahs.
La prima stagione della A-League (2005-2006) fu un successo. Il Sydney FC vinse il campionato sotto la guida dell'allenatore Pierre Littbarski. Littbarski decise di non continuare ad allenare la squadra, e negli anni seguenti si susseguirono un numero di allenatori con risultati scarsi. La svolta avvenne nel 2010, quando il Sydney FC fu acquistato dal multi-miliardario russo David Traktovenko, che fu in passato anche il presidente dello Zenit San Pietroburgo. Fu ingaggiato Vítězslav Lavička, ex allenatore dello Sparta Praga che impose un gioco fluido e più europeo. Il Sydney vinse il suo secondo campionato, battendo ai rigori il Melbourne Victory nella finale.
Lavička volle tornare nella Repubblica Ceca e fu sostituito nel 2011 dall'inglese Ian Crook, ex giocatore nel Norwich City. Nella stagione 2011-2012 il Sydney FC arrivò al quinto posto. La stagione 2012-2013 iniziò con l'ingaggio dell'ex capitano della Juventus Alessandro Del Piero, che generò grande entusiasmo tra i tifosi del Sydney. La società, dopo diversi risultati negativi, decise di esonerare Crook e chiamare al suo posto Frank Farina.
Il 29 marzo 2018 il Sydney è divenuta la prima squadra australiana a vincere per due volte consecutivamente la stagione regolare di A-League, essendosi piazzata al primo posto nella stagione 2016-2017 (chiusa poi con la sconfitta nella finale per il titolo) e nella stagione 2017-2018 (conclusasi con la vittoria del campionato). Nel 2018 la guida tecnica è stata assunta da Steve Corica, che ha condotto la squadra alla vittoria del campionato nella stagione 2018-2019, dopo il secondo posto nella regular season.

## Colori e simboli

### Colori

Il primo logo sociale, in uso fino al 2017

Dal 2005, anno della prima stagione in A-League, l'uniforme di gioco del Sydney FC è una maglia celeste, talora con inserti blu. I pantaloncini sono normalmente blu, mentre i calzettoni sono anch'essi celeste.
Il celeste, colore principale del club, che rappresenta il colore dello Stato del Nuovo Galles del Sud, è contrastato, insieme al blu, dai colori arancione e bianco.

### Evoluzione

#### Prima divisa
| 2012-2013 | 2014-2015 | 2015-2016 | 2016-2017 | 2017-2018 |

#### Seconda divisa
| 2012-2013 | 2014-2015 | 2015-2016 | 2016-2017 | 2017-2018 |

### Simboli ufficiali

#### Stemma
Fin dalla fondazione lo stemma del Sydney FC raffigura uno scudo triangolare a sfondo celeste. Un pallone da calcio occupa gran parte di esso. Sopra il pallone sono raffigurati tre gusci dell'Opera House, icona della città di Sydney. Sotto invece è rappresentata la Stella del Commonwealth, stella a sette punte che simboleggia la Federazione d'Australia. Il nome del club è impresso sotto lo scudo in caratteri celesti («SYDNEY») e arancioni («FC»).

#### Inno
L'inno ufficiale del Sydney FC è Sydney FC For Me, scritto e cantato dal cantante rock Jimmy Barnes. La canzone, registrata il 7 luglio 2006, ha visto la partecipazione di 25 tifosi del gruppo The Cove. È stato pubblicato prima dell'inizio della stagione 2006-2007.

## Strutture

### Stadio
Dal 2019 la squadra disputa gli incontri interni al Leichhardt Oval di Sydney, stadio della capacità di circa 20000 spettatori.
Dalla fondazione fino al 2018 utilizzò il Sydney Football Stadium, costruito nel 1988 nel sobborgo di Moore Park e demolito nel 2019 per ricostruzione di una nuova struttura.
In alcune occasioni ha il club ha utilizzato altri impianti cittadini quali ad esempio lo Stadium Australia in occasione di un'amichevole contro i LA Galaxy, il Kogarah Oval in A-League contro il Brisbane Roar e il Parramatta Stadium in AFC Champions League.

### Centro di allenamento
Il Sydney FC svolge le sue sedute di allenamento al centro sportivo della Macquarie University, situato nel sobborgo del North Ryde, dove usufruisce dei campi e del centro acquatico, utilizzato soprattutto per sessioni di recupero dopo le partite. Occasionalmente la squadra si allena nel proprio stadio ed effettua sessioni di recupero dopo gli incontri casalinghi sulle spiagge locali, quali ad esempio Coogee Beach, Bondi Beach oppure Maroubra.

## Società

### Organigramma della società
- Proprietario: David Traktovenko
- Presidente: Scott Barlow
- Amministratore delegato: Tony Pignata
- Direttore finanziario: Grant Ingles
- Direttore sportivo: Gary Cole
- Consiglio di amministrazione: Mark Arbib, Michael Crismale, Jamie Samaha e Jeremy Nicholas
- Direttore commerciale: Andrew Christopher
- Direttore comunicazione e relazioni esterne: David Mason
- Responsabile marketing: Rawya Jammal
- Responsabile partnership commerciali: Beau Curtis
- Responsabile eventi: Danielle Boettcher
- Responsabile contenuti digitali: David Warriner
- Commercial operations e licensing manager: Tom Bates

### Sponsor
- 2005-2011: Reebok
- 2011-2015: Adidas
- 2015-2019: Puma
- 2019- : Under Armour

## Allenatori e presidenti
| Allenatori del Sydney FC - 2005-2006 Pierre Littbarski - 2006-2007 Terry Butcher poi Branko Čulina - 2007-2008 Branko Čulina poi John Kosmina - 2008-2009 John Kosmina - 2009-2012 Vítězslav Lavička - 2012-2013 Ian Crook poi Steve Corica (ad interim) poi Frank Farina - 2013-2014 Frank Farina - 2014-2018 Graham Arnold - 2018-2023 Steve Corica - 2023- Ufuk Talay | Presidenti del Sydney FC - 2005-2006 Walter Bugno - 2006-2007 George Perry - 2007-2009 Andrew Kemeny - 2009-2011 Scott Barlow - 2011-2012 Paul Ramsay - 2012- Scott Barlow |

## Calciatori

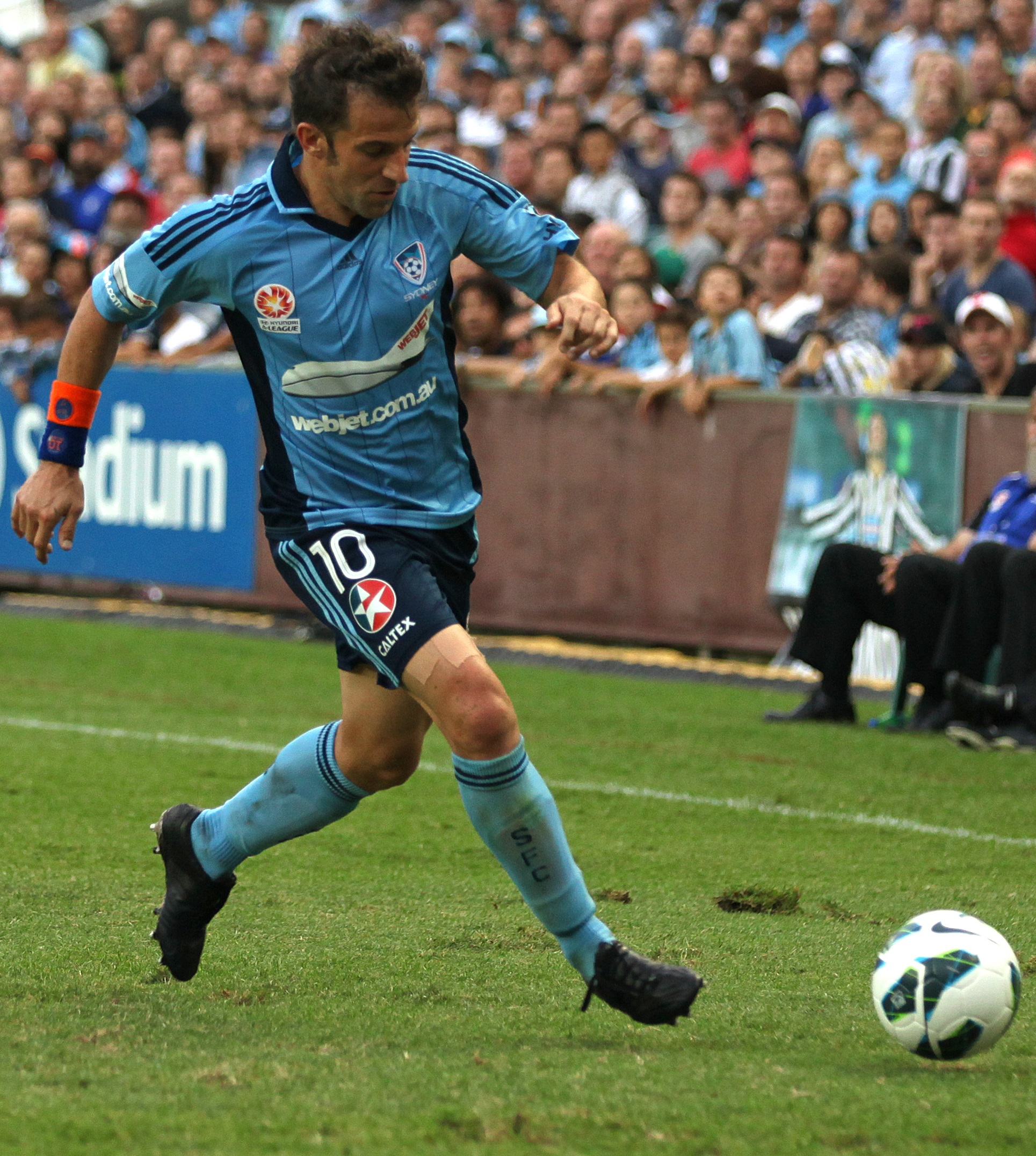
Alessandro Del Piero, capitano del Sydney nella stagione 2013-2014.

### Capitani
- Mark Rudan (2005-2007)
- Tony Popović (2007-2008)
- Steve Corica (2008-2010)
- Terry McFlynn (2010-2013)
- Alessandro Del Piero (2013-2014)
- Alex Brosque (2014-2019)
- Alex Wilkinson (2019-2023)
- Luke Brattan (2023-)

## Palmarès

### Competizioni nazionali
- Campionato australiano: 5  (record)

2005-2006, 2009-2010, 2016-2017, 2018-2019, 2019-2020
- Premier's Plate: 4  (record)

2009-2010, 2016-2017, 2017-2018, 2019-2020
- Australia Cup: 2

2017, 2023

### Competizioni internazionali
- OFC Champions League: 1

2005

### Altri piazzamenti
- Campionato australiano:

Secondo posto: 2014-2015, 2020-2021
- FFA Cup:

Finalista: 2016, 2018
- AFC Champions League Two:

Semifinalista: 2024-2025

## Statistiche e record

### Statistiche individuali
Aggiornate al 15 giugno 2021.
| Record di presenze - 189 Alex Brosque (2006-2011 e 2014-2019) - 248 Rhyan Grant (2008-) - 176 Sebastian Ryall (2009-2018) - 173 Miloš Ninković (2015-2022) - 142 Terry McFlynn (2005-2014) - 138 Steve Corica (2005-2010) - 122 Iain Fyfe (2005-2009) - 98 Shannon Cole (2008-2012) - 95 Robbie Middleby (2005-2009) - 85 Mark Bridge (2008-2012) | Record di reti - 65 Alex Brosque (2006-2011 e 2014-2019) - 63 Bobô (2016-2018 e 2021-2022) - 48 Adam le Fondre (2018-2020 e 2021-2023) - 36 Miloš Ninković (2015-2022) - 31 Steve Corica (2005-2010) - 26 Sasho Petrovski (2005-2007) - 24 Alessandro Del Piero (2012-2014) - 21 Bruno Cazarine (2010-2012) - 18 David Carney (2005-2007) - 18 Filip Hološko (2015-2017) |

## Tifoseria

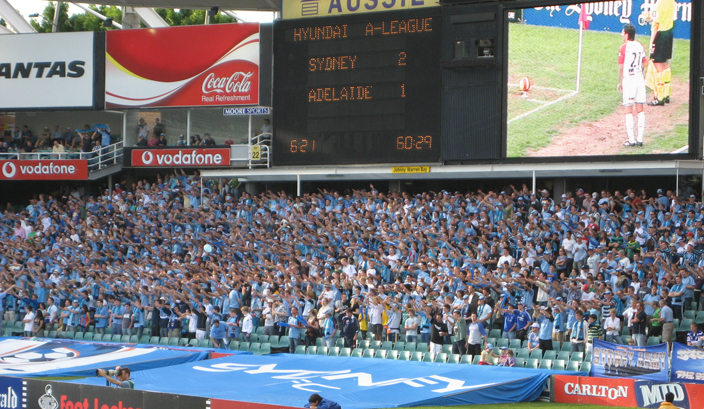
Il gruppo The Cove nella Curva Nord del Sydney Football Stadium.

### Storia
Il gruppo più numeroso dei tifosi del Sydney FC è detto The Cove e risiede nella Curva Nord dello stadio. Il termine, che significa baia, ha un doppio senso: da un lato indica la tifoseria come una baia nello stadio, dall'altro si riferisce all'antico nome di Sydney, che fu fondata nel 1788 con il nome di Sydney Cove, ovvero la baia di Sydney.

### Gemellaggi e rivalità
In tutta la storia dell'Australia dopo la colonizzazione europea, c'è sempre stata una grande rivalità tra le due principali città di questo paese, in tutti i campi. Perciò la più grande rivalità nell'A-League è con il Melbourne Victory Football Club.

## Organico

### Rosa 2024-2025
Aggiornata al 10 ottobre 2024.
| N. |                        | Ruolo | Calciatore               |
| -- | ---------------------- | ----- | ------------------------ |
| 1  | Australia (bandiera)   | P     | Andrew Redmayne          |
| 3  | Australia (bandiera)   | D     | Aaron Gurd               |
| 4  | Australia (bandiera)   | D     | Jordan Courtney-Perkins  |
| 5  | Australia (bandiera)   | D     | Hayden Matthews          |
| 6  | Australia (bandiera)   | C     | Corey Hollman            |
| 7  | Australia (bandiera)   | C     | Adrian Segecic           |
| 8  | Marocco (bandiera)     | C     | Anas Ouahim              |
| 9  | Polonia (bandiera)     | A     | Patryk Klimala           |
| 10 | Inghilterra (bandiera) | A     | Joe Lolley               |
| 11 | Brasile (bandiera)     | C     | Douglas Costa            |
| 12 | Australia (bandiera)   | P     | Harrison Devenish-Meares |
| 13 | Australia (bandiera)   | A     | Patrick Wood             |
| 15 | Brasile (bandiera)     | C     | Léo Sena                 |
| 16 | Australia (bandiera)   | D     | Joel King                |

| N. |                      | Ruolo | Calciatore        |
| -- | -------------------- | ----- | ----------------- |
| 17 | Australia (bandiera) | C     | Anthony Caceres   |
| 19 | Australia (bandiera) | A     | Mitchell Glasson  |
| 20 | Australia (bandiera) | C     | Tiago Quintal     |
| 21 | Australia (bandiera) | D     | Zachary de Jesus  |
| 22 | Australia (bandiera) | C     | Max Burgess       |
| 23 | Australia (bandiera) | D     | Rhyan Grant       |
| 24 | Australia (bandiera) | C     | Wataru Kamijo     |
| 25 | Australia (bandiera) | A     | Jaiden Kucharski  |
| 27 | Australia (bandiera) | C     | Lachlan Middleton |
| 28 | Australia (bandiera) | C     | Nathan Amanatidis |
| 29 | Australia (bandiera) | C     | Joseph Lacey      |
| 30 | Australia (bandiera) | P     | Gus Hoefsloot     |
| 33 | Australia (bandiera) | C     | Marin France      |
| 41 | Australia (bandiera) | D     | Alexandar Popovic |

### Staff tecnico
Di seguito lo staff tecnico.
- Allenatore: Ufuk Talay
- Allenatore in seconda: David Zdrilic
- Preparatore atletico: Alex Scardino
- Allenatore dei portieri: Matthew Nash